# Salles (rivière)
Pour les articles homonymes, voir Salles.
Les Salles sont un cours d'eau de France, affluent de la Mare.

## Géographie

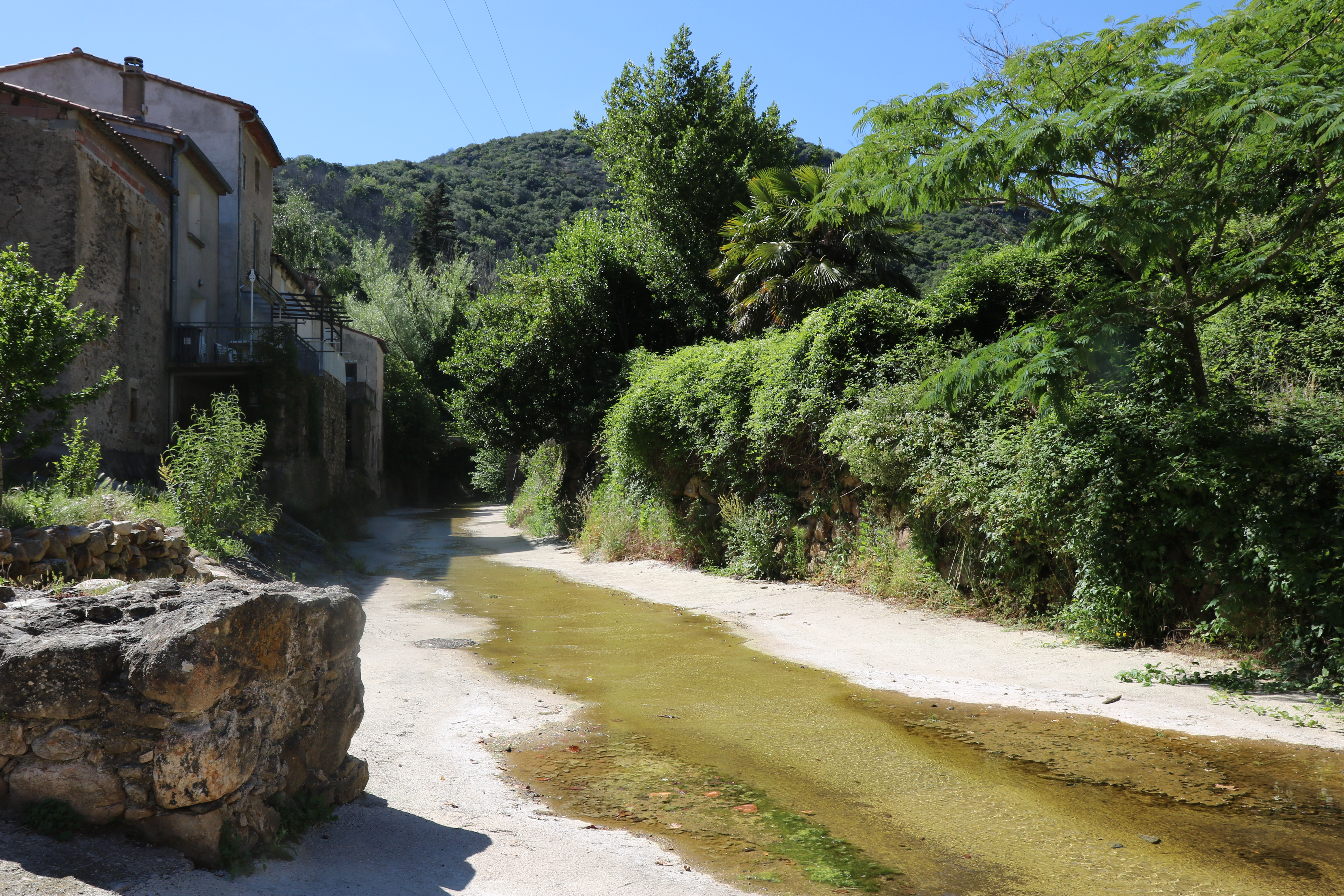
Ruisseau des Salles dans la traversée de Castanet-le-Bas.

Les Salles prennent leur source sur la commune de Saint-Gervais-sur-Mare dans l'Hérault, près du col des Cabanes.
Longues de 3,3 kilomètres, elles se jettent dans la Mare à Taussac-la-Billière.

## Affluents
- Ruisseau de Saint-Laurent